# David Sancious
David Sancious (Asbury Park, New Jersey, 30. studenog 1953.) američki je glazbenik, rani član pratećeg sastava Brucea Springsteena, E Street Banda, u kojem je svirao na prva tri Springsteenova albuma, te ponovno 1992. na albumu Human Touch. Sancious je multiinstrumentalist, ali je najpoznatiji kao klavijaturist i gitarist. 1974. je napustio E Street Band kako bi formirao vlastiti sastav, Tone, te objavio nekoliko albuma. Kasnije je postao popularan session glazbenik te surađivao s glazbenicima kao što su Stanley Clarke, Narada Michael Walden, Zucchero, Peter Gabriel i Sting.

## Vanjske poveznice
- Službena stranica